# Ashbourne (Regno Unito)
Ashbourne è un paese di 7 112 abitanti della contea del Derbyshire, in Inghilterra.
La cittadina è famosa per essere il teatro della partita di calcio medievale Royal Shrovetide Football.